# УАГ-40
УАГ-40 — 40-мм украинский автоматический станковый гранатомёт с ленточным питанием.
УАГ-40 является первой украинской разработкой в области вооружения и военной техники, выпущенной в соответствии со стандартами блока НАТО.
Предназначен для поражения живой силы и огневых средств противника в открытых окопах и за естественными складками местности (в лощинах, оврагах, на обратных склонах гор), а также в укрепленных позициях и легкобронированной технике.

## История
Опытное производство гранатомёта было начато в 2010 году, к 1 октября 2013 года было изготовлено 12 опытных образцов УАГ-40. Окончательный вариант гранатомёта был представлен в сентябре 2013 года на оружейной выставке «Оружие и безопасность— 2013». В октябре 2013 года было начато предсерийное производство.
В конце 2013 года компания ООО НПК «Техимпекс» объявила о создании боевого модуля TiE-1 (12,7-мм пулемёт НСВ «Утёс» и 40-мм гранатомёт УАГ-40), предназначенного для установки на БРДМ-2.
6 февраля 2014 года КБ «Точные механизмы» была успешно решена задача по установке на гранатомёт УАГ-40 оптического прицела — на УАГ-40 установили советский оптический прицел ПАГ-17.
24-27 сентября 2014 года в Международном выставочном центре в Киеве, где проходила ХІ Международная специализированная выставка «Оружие и безопасность-2014», был представлен боевой модуль ОБМ для бронетехники (12,7-мм пулемёт «Утёс» и 40-мм гранатомёт УАГ-40).
24 января 2015 года разработчики УАГ-40 сообщили, что на протяжении двух лет их изобретение никого не интересовало, однако сейчас гранатомёт «быстрыми темпами пытаются принять на вооружение» и он проходит последнюю фазу испытаний перед запуском серийного производства.
30 января 2015 года было объявлено, что гранатомёты поступят на вооружение украинской армии в ближайшее время. В 2017 году УАГ-40 был официально принят на вооружение вооружённых сил Украины.

## Устройство
УАГ-40 работает по принципу использования энергии отдачи свободного хода затвора. В качестве боеприпаса используются 40×53 мм гранаты стандарта НАТО в металлической ленте М16.
Управление гранатомётом осуществляется двумя рукоятками, расположенными в задней части корпуса или одной рукояткой и плечевым упором. Для удобства стрелка рукоятки могут занимать как горизонтальное, так и вертикальное положение. Правая рукоятка оснащена спусковой клавишей, которая имеет два режима – для одиночных выстрелов и для стрельбы очередями. Спусковая клавиша и затвор оснащены предохранителями, которые исключают случайный выстрел.
Для снижения импульса отдачи УАГ-40 оснащён фрикционным демпфером затвора и щелевым дульным тормозом.
Конструкция оружия позволяет вести огонь с неподготовленных позиций.
УАГ-40 может быть установлен на треножный станок, или же установлен с помощью адаптера на бронемашину или судно.
- в сентябре 2010 года был представлен бронеавтомобиль «Козак» с установленным на крыше гранатомётом УАГ-40.

## Особенности
- высокая кучность при стрельбе очередями, за счёт снижения импульса отдачи.
- удобство перемещения расчётом при смене огневой позиции.
- общий ресурс составляет около 15000 выстрелов,замена ствола требуется примерно через 6000 выстрелов, пружина отдачи рассчитана на 10000 выстрелов[14]

## Операторы
Нигерия: 18 единиц поставлены в 2015 году
 Украина: 500 единиц по состоянию на 2019 год

## Сравнение УАГ-40 с аналогами
| Перейти к шаблону «Сравнение современных автоматических станковых гранатомётов» | УАГ-40                                                                 | АГС-40             | Mk.47 mod.0 | HK GMG  | Vektor Y3 AGL                                           | SB LAG 40 | Daewoo K4 | Howa Type 96 |
| ------------------------------------------------------------------------------- | ---------------------------------------------------------------------- | ------------------ | ----------- | ------- | ------------------------------------------------------- | --------- | --------- | ------------ |
| Внешний вид                                                                     | УАГ-40                                                                 | АГС-40             |             | HK GMG  | Vektor Y3 AGL                                           | SB LAG 40 | Daewoo K4 | Howa Type 96 |
| Годы производства                                                               | с 2010                                                                 | с 2008             | c 2003      | н/д     | c 2007                                                  | н/д       | с 1992    | с 1996       |
| Калибр, мм                                                                      | 40 x 53                                                                | 40 мм безгильзовый | 40 x 53     | 40 x 53 | 40 x 53                                                 | 40 x 53   | 40 x 53   | 40 x 53      |
| Лента, выстрелов                                                                | н/д                                                                    | 20                 | н/д         | 32      | н/д                                                     | 24/32     | н/д       | 50           |
| Масса тела гранатомёта                                                          | 17,0                                                                   | н/д                | 18,0        | 29,0    | 18,0                                                    | н/д       | 35,3      | 24,5         |
| Общая масса                                                                     | 31,0                                                                   | 32                 | 41,0        | 46,5    | 33,1                                                    | 34,0      | 65,9      | н/д          |
| Длина ствола, мм                                                                | 400                                                                    | 400                | 330         | 577     | 335                                                     | 415       | 412       | 454          |
| Длина гранатомёта, мм                                                           | 960                                                                    | н/д                | 940         | 1175    | 861                                                     | 960       | 1094      | 975          |
| Скорострельность, выстрелов/мин                                                 | 400                                                                    | 400                | 225—300     | 340     | 280—320                                                 | 215       | 350       | 250—350      |
| Начальная скорость гранаты, м/с                                                 | 240                                                                    | 240                | н/д         | 245     | 240                                                     | 242       | 240       | н/д          |
| Прицел                                                                          | механический (база), оптический или оптико-электронный (дополнительно) | ПАГ-17             | AN/PWG-1    | н/д     | оптический или электронный (баллистический вычислитель) | н/д       | н/д       | н/д          |
| Максимальная дальность стрельбы, м                                              | 2200                                                                   | 2500               | 2200        | 2200    | 2200                                                    | 2200      | 2200      | н/д          |

Сноски
1. ↑  Масса со станком и прицелом без патронной коробки (ленты)
2. ↑  Прицельный комплекс AN/PWG-1 включает в себя дневной телевизионный канал с 3х увеличением и выводом изображения на встроенный дисплей, лазерный дальномер и баллистический вычислитель. Прицел также имеет интерфейс для подключения к нему ночного прицела, работающего в ИК-диапазоне, с выводом изображения ночного канала на дисплей.